# Rhodopen-Lilie
Die Rhodopen-Lilie (Lilium rhodopeum) ist eine Pflanzenart aus der Gattung der Lilien (Lilium) in der Candidum-Sektion innerhalb der Familie der Liliengewächse (Liliaceae).

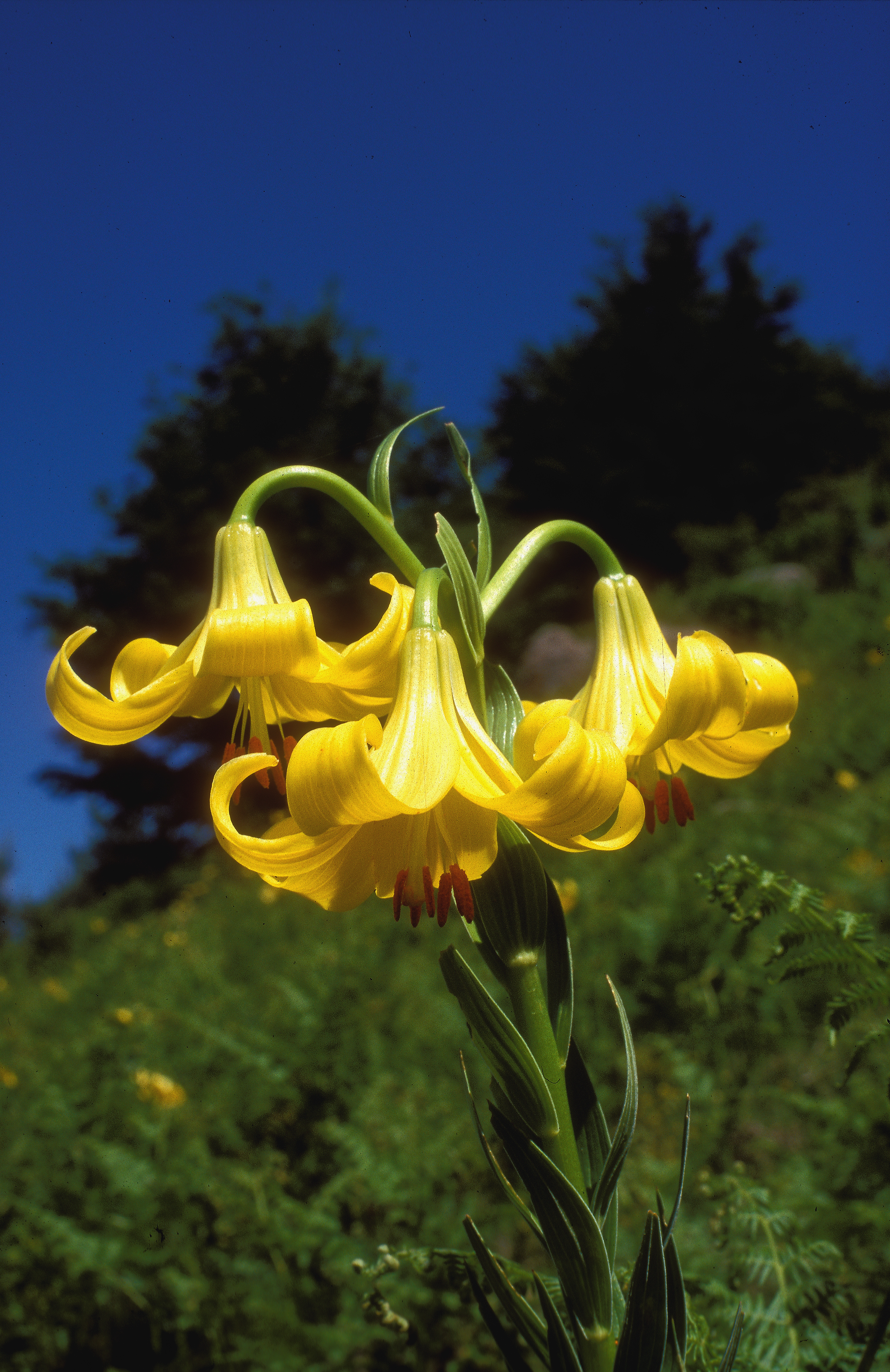
Blütenstand

## Beschreibung
Die Rhodopen-Lilie ist eine mehrjährige, aufrecht wachsende krautige Pflanze, die eine Wuchshöhe von 80 bis 100 Zentimetern erreicht. Die eiförmige bis rundlich-eiförmige, blassgelbe Zwiebel ist 3,5 bis 4,5 Zentimeter lang und 2,8 bis 4 Zentimeter breit, die einzelnen Schuppen sind länglich-lanzettlich geformt, 2,2 bis 4,5 Zentimeter lang und 5 bis 10 Millimeter breit.
Der ab dem Frühjahr erscheinende kahle Stängel ist grün, gelegentlich am Ansatz rot gefleckt. Er ist glatt und hoch von 80 bis 100 cm. Die linearen, überlappenden Blätter sind spitz zulaufend. Die unteren Blätter sind 9 bis 14 Zentimeter lang, die mittleren 8 bis 12,5 Zentimeter und die oberen 6 bis 9,5 Zentimeter, so dass die Pflanze eine konisch zulaufende Form erhält.
Blütezeit ist Juni, der Blütenstand ist eine Rispe mit drei bis fünf stark duftenden, leuchtend gelben, trichterförmigen Blüten. Die Blütenstiele sind 7 bis 12 Zentimeter lang. Die 4,5 bis 5,5 Zentimeter langen, grünen oder gelben Staubfäden sind glatt und am Ansatz verdickt. Das Fruchtblatt ist zwischen 4 und 7 Zentimeter lang. Reifezeit der Samenkapseln ist im August.

## Verbreitung
Die Rhodopen-Lilie ist nur auf Bergwiesen des mittleren und östlichen Rhodopen-Gebirges im Grenzland zwischen Bulgarien und Griechenland beheimatet. Die Standorte finden sich meist in Kiefern- oder Buchenwäldern im Mittel auf 1300 m über Meereshöhe (zwischen 80 und 2100 m).

## Gefährdung
Die Rhodopen-Lilie ist seit 1984 in Bulgarien als „Selten“ klassifiziert und steht unter Schutz. Auch steht sie im Anhang 1 der Berner Konvention. Einer der wenigen Standorte am Fluss Bjala ist aktuell durch Pläne zum Bau eines Wasserkraftwerks gefährdet.

## Taxonomie
Die Rhodopen-Lilie wurde 1952 durch Dimitàr Danailov Delipavlov in Nauchni Trudove, Vissh Selskostopanski Institut Vasil Kolarov. Plovdiv Band 1, Seite 219 als Lilium rhodopeum erstbeschrieben.